# Adrian Modiggård
Adrian Karl Edvard Modiggård, född 13 maj 1992, är en svensk artist. Han är son till Werner Modiggård, som spelar trummor i musikgruppen Eldkvarn, och började uppträda med Eldkvarn redan som liten, därefter har han varit med på flera turnéer och agerat både som musiker och sångare.
Adrian Moddigård gick på Södra Latins musikprogram och år 2008 fick han som 16-åring kontrakt med skivmärket EMI. Där gav han ut de båda singlarna Love makes me cry och Julie Brown.
Han deltog i TV4:s talangtävling The Voice från 2012, där han coachades av Ola Salo men åkte ut i "andra live-programmet". I den fjärde och femte säsongen av Pluras kök, Pluras kök Sicilien från 2014 respektive Pluras kök Istanbul året efter, var han och artisten Titiyo bisittare till programledaren Plura Jonsson. Våren 2016 släppte han sitt debutalbum En tid i en stad i ett land.
Sommaren 2018 gav han ut sången Galantis.

## Priser och utmärkelser
- 2015 – Ted Gärdestadstipendiet[7]